# Эсканьо, Антонио де
Антонио де Эсканьо-и-Гарсия де Касерес (исп. Antonio de Escaño y García de Cáceres; 8 июля 1752, Картахена, Испания — 12 июля 1814, Кадис, Испания) — генерал-лейтенант флота Испании, кавалер ордена Святого Иакова.

## Биография
Антонио де Эсканьо-и-Гарсия родился 8 июля 1752 года в Картахене, в Испании. Поступил на флот в звании мичмана в возрасте 17 лет и участвовал почти во всех крупных военно-морских сражениях, проводившихся Испанией в то время: в походе против Алжира в 1783 году, в обороне Кадиса в 1797 году против флота Великобритании, в сражениях при Бресте, Финистерре и у мыса Сент-Винсент. Во время последнего сражения, он спас «Санта-Тринидад», флагманский корабль флота Испании, когда его командир Хосе де Кордоба-и-Рохас утратил управление кораблем. За этот поступок Антонио де Эсканьо был награждён орденом Святого Иакова.
Опыт и положение заместителя начальника флота Испании под командованием Федерико Гравины послужили основанием, к его назначению командующим с испанской стороны при французском адмирале Пьере де Вильневе. Настойчивые требования Антонио де Эсканьо укреплять оборону в бухте Кадиса и не пытаться прорывать блокаду английского флота под командованием Горацио Нельсона, французская сторона проигнорировала. В ходе битве при Трафальгаре он был ранен.
Назначен генерал-лейтенантом военно-морского флота Испании. В 1810 году был избран в члены Королевского Совета Испании и Индии. Из-за ухудшившегося состояния здоровья подал в отставку и вступил в кортесы Кадиса. Он был единственным членом, уполномоченным проживать в городе.
Антонио де Эсканья умер 12 июля 1814 года, через несколько дней после того, как был назначен генерал-капитаном Картахены, не успев приступить к исполнению обязанностей.
В настоящее время существует военно-морская школа его имени, которая находится в Ферроле (Ла-Корунья), где обучаются будущие моряки.